# Raúl González Guzmán
Raúl Eduardo González Guzmán (Valencia, 28 giugno 1985) è un calciatore venezuelano con cittadinanza italiana, difensore svincolato.

## Palmarès

### Club

#### Competizioni nazionali
- Campionato venezuelano: 1

Caracas: 2006-2007